# Bujonde
Bujonde ist ein Verwaltungsbezirk (Ward) des Distrikts Kyela in der tansanischen Region Mbeya. Er grenzt im Norden an den Bezirk Kajunjumele, im Osten an den Malawisee, im Süden an den Bezirk Ngonga, im Westen an Ikolo und im Nordwesten kurz an Kyela.

## Geografie
Bujonde ist ein Bezirk im Südwesten von Tansania. Er liegt am Nordufer des Malawisees in rund 500 Meter Meereshöhe. Die Grenze im Norden bildet der Fluss Kiwira. Die Fläche des Bezirks beträgt 23,2 Quadratkilometer und bei der Volkszählung 2022 lebten hier 7088 Menschen in 1863 Haushalten.

## Gliederung
Der Bezirk besteht aus vier Gemeinden (Mtaa) mit 18 Orten (Kitongoji):
| Isanga - Bugoloka - Lupaso - Mpanda - Mpulo - Mpunguti | Nnyelele - Kilombero - Kyimbila - Mahenge - Ndola | Itope - Busale - Itope - Ndobo - Ngamanga | Lubaga - Chikuba - Ikumbo - Mbangamoyo - Mbyasyo - Mpanda |

## Wirtschaft und Infrastruktur
- Bildung: Die staatliche Bujonde Secondary School bietet eine Ausbildung zum O-Level an.[5]
- Gesundheit: In Bujonde und in Itope befindet sich je eine staatliche Apotheke.[6][7]